# أولكسندر سافرونوف
أولكسندر سافرونوف (بالأوكرانية: Сафронов Олександр Олександрович)‏ هو لاعب كرة قدم أوكراني في مركز الدفاع، ولد في 11 يونيو 1999 في زاباروجيا في أوكرانيا. لعب مع FC Zirka Kropyvnytskyi ‏.

## وصلات خارجية
- أولكسندر سافرونوف على موقع الاتحاد الأوربي (الإنجليزية)
- أولكسندر سافرونوف على موقع اتحاد أوكرانيا (الإنجليزية)
- أولكسندر سافرونوف على موقع قاعدة بيانات كرة القدم.إي يو (الإنجليزية)
- أولكسندر سافرونوف على موقع Soccerway.com (الإنجليزية)
- أولكسندر سافرونوف على موقع عالم كرة القدم.نت (الإنجليزية)